# Jan Damascén Charvát
Jan Damascén Charvát OFM (1712-1782), též Joannes Damasus Charvath  nebo Jan Damašský Charvat, byl moravský nebo slovenský literárně činný františkán. Narodil se v roce 1712, kněžské svěcení přijal roku 1736. Pobýval v klášteře v Uherském Hradišti, jistou dobu jako místní představený (kvardián) a zřejmě též jako lektor filozofie. Dalším jeho působištěm byla nedaleká Skalica, kde vyučoval na klášterní škole církevní právo a snad již též teologii. V tamější klášterní knihovně byl uchováván objemný rukopis Charvátovy učebnice Introductio ad jus universum canonicum psaný ve Skalici roku 1763. Tento úvod do kanonického práva obsahuje přehledný výklad k první knize Dekretů Řehoře IX. sestavený z vícero starších i novějších pramenů a autorů. Rozebírá církevní soudnictví, pozice v církvi, trestní případy, cenzuru i církevní tresty. Posléze působil jako lektor teologie na klášterních studiích, i jako kvardián dalších františkánských konventů. Přinejmenším od roku 1756 byl Charvát definitorem uherské františkánské provincie Sv. Salvátora, v roce 1763 pak již definitorem habituálním (doživotním).
Tiskem byla vydána Charvátova příručka vykládající Řeholi sv. Františka z Assisi: Fractio panis in Refectionem Fratrum Minorum, neb Lámánj Chléba k Požjwánj Bratrůw Menssých, to gest Krátký Wýklad na Regulu Bratrůw Menssích… vytištěná v Skalici v tiskařské dílně Josefa Antonína Škarnicla v roce 1765. Lidový jazyk, v němž byla spirituální příručka vydána, naznačuje její předurčení k formaci a podpoře duchovního života františkánských řeholníků, včetně bratří laiků. Takto se rovněž dílo nacházelo ve vícero klášterech české i uherské františkánské provincie, kde kromě klášterních knihoven bylo uloženo v noviciátech nebo přímo v celách pro osobní užívání řeholníky. Drobný kapesní formát knížky (17x11 cm) ji přímo předurčoval pro snadné používání v skromných řeholních celách i přenášení na cestách. Při tvorbě díla jistě spolupracoval se spolubratrem Antonínem Preslem, který byl rovněž autorem v místním nářečí psaných výkladů františkánské řehole spirituality. Téměř společně je nechali vytisknout i skalického tiskaře Jana Antonína Škarnicla, který již v svém dřívějším působišti v Olomouci tiskl františkánům jejich knihy a v této praxi pokračoval i po přesunu do Uher.
Damascén Charvát zemřel 19. března 1789 v Uherském Hradišti jako jubilant (50 let) řádových slibů i kněžství.